# Kals am Großglockner
Kals am Großglockner är en kommun i distriktet Lienz i förbundslandet Tyrolen i Österrike. I kommunens norra del på gränsen till Kärnten ligger Österrikes högsta berg, Grossglockner.
Kommunen består av 11 orter (Ortschaften) (inom parentes invånarantal 1 januari 2024):

- Arnig (29)
- Burg (90)
- Glor-Berg (57)
- Großdorf (247)
- Ködnitz (131)
- Lana (85)
- Lesach (163)
- Oberpeischlach (101)
- Staniska (20)
- Unterburg (20)
- Unterpeischlach (165)